# صانعو صفقات الميكوم
صانعو صفقات الميكوم هو برنامج واقع أمريكي يبث على NBCSN . تلقي هذه السلسلة نظرة من وراء الكواليس على Mecum Auctions ، أكبر مرفق مزادات سيارات قابلة للتحصيل في أمريكا.
تتميز كل حلقة بمزاد معين ، مع التركيز على السيارات الفريدة والقابلة للتحصيل في كل مزاد.  يضم البرنامج مؤسس مزادات ميكوم دانا ميكوم وابنه فرانك.

## البث
تم عرض أول حلقة من الحلقات الأحد عشر في 31 يوليو 2014 على NBCSN.  تم عرض الموسم الثاني من سبع حلقات لأول مرة في 30 يوليو 2015.  تم إعادة بث المسلسل على Velocity .
دوليًا ، تم عرض المسلسل لأول مرة في أستراليا في 2 أبريل 2015 على Discovery Turbo .